# Nima Scharkechik
Nima Sarkechik (persan : نیما سرکشیک) est un pianiste interprète de la musique classique, français d'origine persane né le 25 février 1983 à Saint-Martin-d'Hères, en Isère, en France. Il joue également du santour et pratique la musique folklorique persane.

## Vie et œuvre

### Formation
Nima Sarkechik entre au Conservatoire régional de Grenoble en 1996, dans la classe de Christian Bernard, et obtient un premier prix à l’unanimité du jury de solfège, musique de chambre et piano.
Il intègre en 2001 le Conservatoire national supérieur de musique et de danse de Paris, où il étudie auprès de Georges Pludermacher et François-Frédéric Guy et dont il sort diplômé. Il étudie également avec Marie-Françoise Bucquet, Marc Coppey et Diana Ligeti, et pour la musique de chambre, dans la classe de Claire Désert et Ami Flammer.
De 2006 à 2008, il poursuit sa formation en cycle de perfectionnement.
Il suit différentes masterclass, notamment au cours de ses études, Fou T'Song, à la Fondation du Lac de Côme, dont il dit « Cette rencontre m'a profondément marqué, par la profondeur du regard, et la clairvoyance de son jugement. La simplicité aussi de ses conseils, qui m'ont donné le sentiment qu'il m'offrait son immense expérience plus qu'il ne m'enseignait. ». Les écrits de Brendel, Badura-Skoda, Yves Nat, Heinrich Neuhaus, ainsi que les entretiens d'Arrau, Pollini, Richter, constituent pour lui ses professeurs les plus objectifs. Sa rencontre avec Evgeny Kissin marque un tournant considérable.

### Carrière
En février 2011, Nima Sarkechik joue avec le Quatuor Voce au conservatoire d'art dramatique de Paris.
Il joue également avec différents musiciens tels que David Lively, Cyprien Katsaris, Hussein Sermet, Israel Kastoriano, Seta Taniel, au sein de l'Association des artistes pour la paix (anglais : Association of Artists for Peace, ADAP International).
Il interprète au piano, le Concerto pour piano nº 11 de Mozart sous la direction de Gábor Takács-Nagy et son orchestre à cordes, Camerata Bellerive au festival Musicales de Compesières, en Suisse. Il joue également des festivals au Luxembourg (Festival de Neümunster), en Italie (Festival CIMA), au Portugal (Festival des Açores), aux États-Unis (Lincoln Center, New York), au Canada, au Maroc, et en Turquie.
Nima Sarkechik est compagnon du Triton des Lilas, avec qui il crée à partir de mai 2015 un concert et une série de vidéos appelé « Urban Brahms », mêlant musique de Brahms qu'il interprète au piano avec l'orchestre de la Philharmonie, les élèves des conservatoires de Est ensemble (Les lilas, Bagnolet, le Pré-Saint-Gervais et Noisy-le-Sec), et du conservatoire de Clichy-sous-Bois. Il fait accompagner ce concert de danseurs de hip-hop. Un orchestre est ainsi organisé au Philharmonique de Paris,.
Le 15 décembre 2015, il enregistre à la maison de la radio un concert d'improvisations persanes pour France Musique.
Il s'est notamment fait remarquer en jouant dans différents lieux de représentation des beaux-arts, tels que le Musée d'Orsay en mars 2007, la National Gallery of Art de Washington, au National Museum de Londres, ou encore le Salon d'Automne de Paris, le 12 décembre 2019.
Nima Sarkechik joue également dans de prestigieuses salles de concert autour du monde, telles que le John F. Kennedy Center for the Performing Arts de Washington.
En parallèle à son interprétation de la musique classique, il se consacre à la musique folklorique persane, et joue avec de grands maîtres de la tradition iranienne à New York, Londres et Vancouver.

## Distinctions
- 2003-2004 : Prix Drouet-Bourgeois de la Fondation de France[13] ;
- 2004 : Premier prix au Concours International de Piano Son Altesse Royale La Princesse Lalla Meryem à Rabat [13];
- Novembre 2005 : Lauréat de la prestigieuse Fondation Natexis-Banque Populaire [13];
- 2006 : Lauréat de la Fondation Meyer[13] ,
- 2007 : Prix du Public et Prix du Jury au concours des Jeudis du piano à Genève[3], organisé par la Société des Arts de Genève (CTHS) ;
Choisi par le programme Déclic de Culturesfrance[3], destiné à promouvoir les jeunes musiciens français à l'étranger ;
- 2009 : Finaliste du Concours Clara Haskil[3] ;
Lauréat de la Fondation Cziffra[3].

## Discographie
- 2008 : « Études op. 10, Ballades, Frederic Chopin ; La ligne gravissant la chute, hommage à Chopin, Hugues Dufourt », Chopin, édition Zig-zag territoires ;
- 2016 : « Urban Brahms », intégrale de l'œuvre pour piano de Brahms, Coffret en 6 volumes.
- 2018 : « Brahms #7 », œuvres à 4 mains de Brahms avec le pianiste Pierre-Yves Hodique
- 2019 : « Brahms #8 », œuvres pour clarinette et piano de Brahms avec le clarinettiste Louis Arques

## Pour approfondir

### Vidéographie
- « Ubran Brahms - Actions culturelles de Nima Sarkechik », sur chaîne youtube de Le Triton, 23 août 2016
- « Sound visions: nima sarkechik at TEDxGrenoble 2014 », sur chaîne Youtube de TED, 14 juin 2014